# Hernán Madrid
Hernán Antonio Madrid Cataldo (Chile, 2 de abril de 1981) es un exfutbolista y entrenador de fútbol chileno nacionalizado palestino, quien se desempeñó como marcador central.
Se desempeñó durante gran parte de su carrera como ayudante técnico de Fernando Vergara en varios clubes como Unión Española entre otros, hasta iniciar su propia carrera a fines de mayo de 2017.
Desde el 25 de septiembre de 2018, se hace cargo nuevamente de la cabina técnica de Unión San Felipe.

## Biografía

### Selección nacional
Fue internacional por la Selección de fútbol de Palestina el 8 de septiembre de 2004, jugando como local en el Estadio Umm-Affai de la ciudad qatarí de Ar Rayyan, contra Uzbekistán. El partido fue en el contexto del Grupo 2 de la clasificación de AFC para la Copa Mundial de Fútbol de 2006 y lo ganó Uzbekistán por 3–0. .

## Clubes

### Como jugador
| Club                 | País      | Año       |
| -------------------- | --------- | --------- |
| Universidad Católica | Chile     | 1999-2000 |
| San Luis             | Chile     | 2001      |
| Unión La Calera      | Chile     | 2002-2005 |
| Universidad Católica | Chile     | 2006      |
| Deportes Antofagasta | Chile     | 2007      |
| Huachipato           | Chile     | 2008      |
| Unión La Calera      | Chile     | 2009      |
| Wadi Al-Nes          | Palestina | 2010      |

### Como entrenador
| Club             | País  | Año       |
| ---------------- | ----- | --------- |
| Unión San Felipe | Chile | 2017      |
| Unión San Felipe | Chile | 2018-2019 |